# Nuklearanlage Dounreay
Dounreay ist ein Britischer Nuklearkomplex in der Grafschaft Caithness im Verwaltungsbezirk Highland an der Nordküste Schottlands. Der Standort wurde von der United Kingdom Atomic Energy Authority (UKAEA) aufgebaut und über mehrere Dekaden verwaltet. Weiterhin nutzt das Britische Verteidigungsministerium und die Royal Navy die Anlagen für Entwicklungs- und Erprobungszwecke. Dounreay diente primär zivilen Forschungszielen (schnelle Kernreaktoren, Kernbrennstoffe und Wiederaufarbeitung) sowie militärischen Zwecken (Nuklearantrieb für U-Boote). Drei der Anlagen wurden von der UKAEA bzw. später der AEA Technology bis ca. 2008 betrieben. Aktuell befindet sich die Anlage im Um- und Rückbau durch die Nuclear Decommissioning Authority (NDA). Nahe Dounreay befinden sich auch eine verfallenen Burg, genannt Dounreay Castle.

## Geschichte
Das Dounreay Nuclear Power Development Establishment (NPDE) wurde – wie auch das Kernkraftwerk Bradwell – neben einem ehemaligen Militärflugplatz eingerichtet. Es wurde in den frühen 1950er Jahren als Zentrum für die Entwicklung des Schnellen Brutreaktors und des zugehörigen Brennstoffkreislaufs (Brennelementfertigung, Wiederaufarbeitung) ausgewählt. Der Standort wurde zum Hauptarbeitgeber der Region und des wirtschaftlichen Aufbruchs der nahe gelegenen Stadt Thurso. Die Stadt ist auch unter dem Namen "Atomic Town" bekannt. Die neuen Einwohner wurden als "Atomics" bezeichnet.
Im Jahr 1988 entschloss sich die Britische Regierung (analog zu den Programmen aus Frankreich und Deutschland) zum Ausstieg aus dem Programm für schnelle Reaktoren (Brutreaktoren). Ab diesem Zeitpunkt waren die öffentlichen Mittel zur Forschung rückgängig und eine Kommerzialisierung wurde angestrebt. Die letztere konnte jedoch nicht erreicht werden.
Im Jahr 2004 bzw. 2009 (nach dem Jahr der Kritikalität des DFR) wurde der Standort Dounreay 50 Jahre alt.

## Organisation
Der Anlagenkomplex wird von der britischen Atomaufsicht, der Office of Nuclear Regulation (ONR), reguliert.

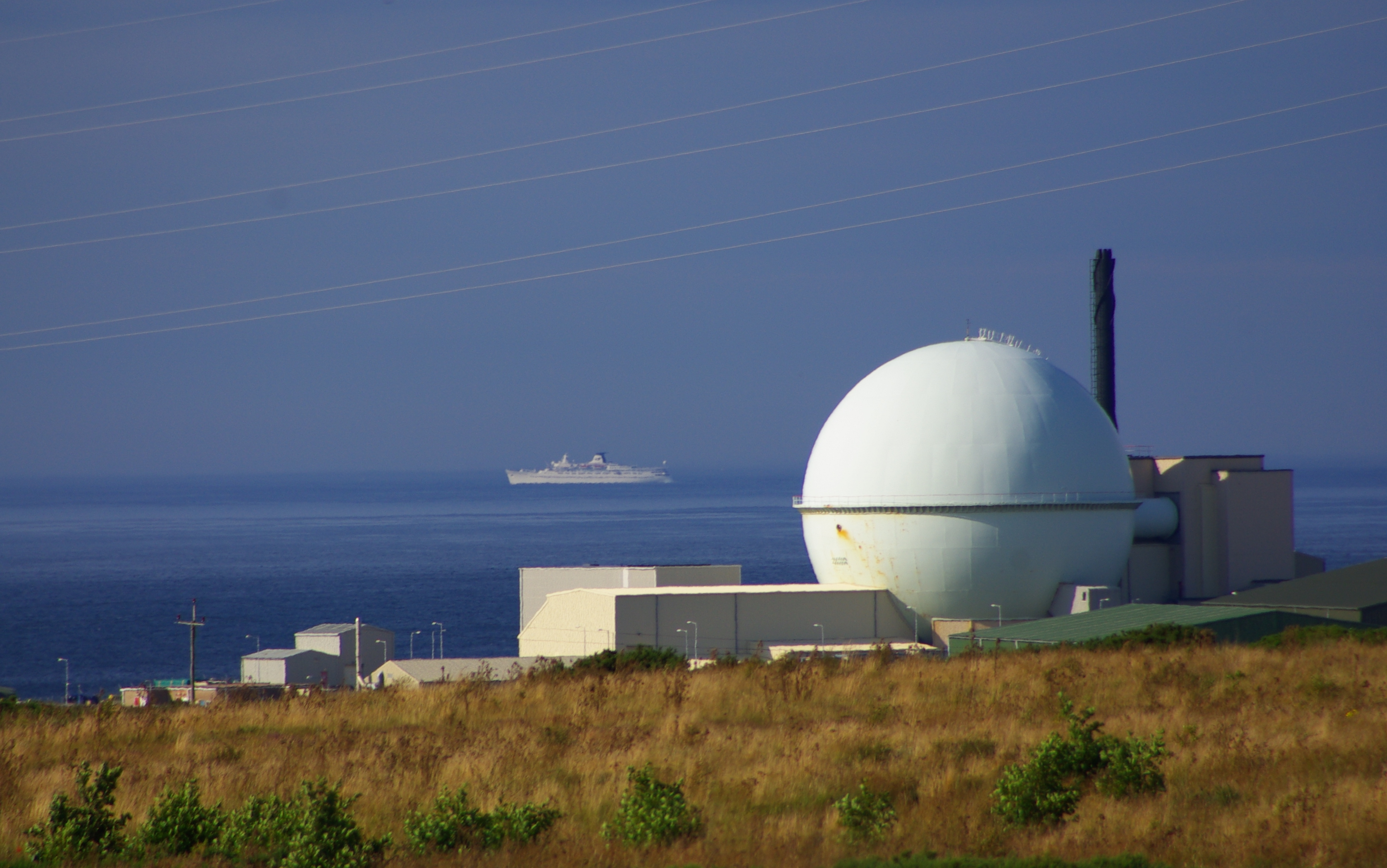
Das kugelförmige Reaktorgehäuse ("Sphere") des von 1961 bis 1977 betriebenen Dounreay Fast Reactors (DFR)

Der Standort und die Umgebung wird von der Scottish Environment Protection Agency (SEPA) überwacht.

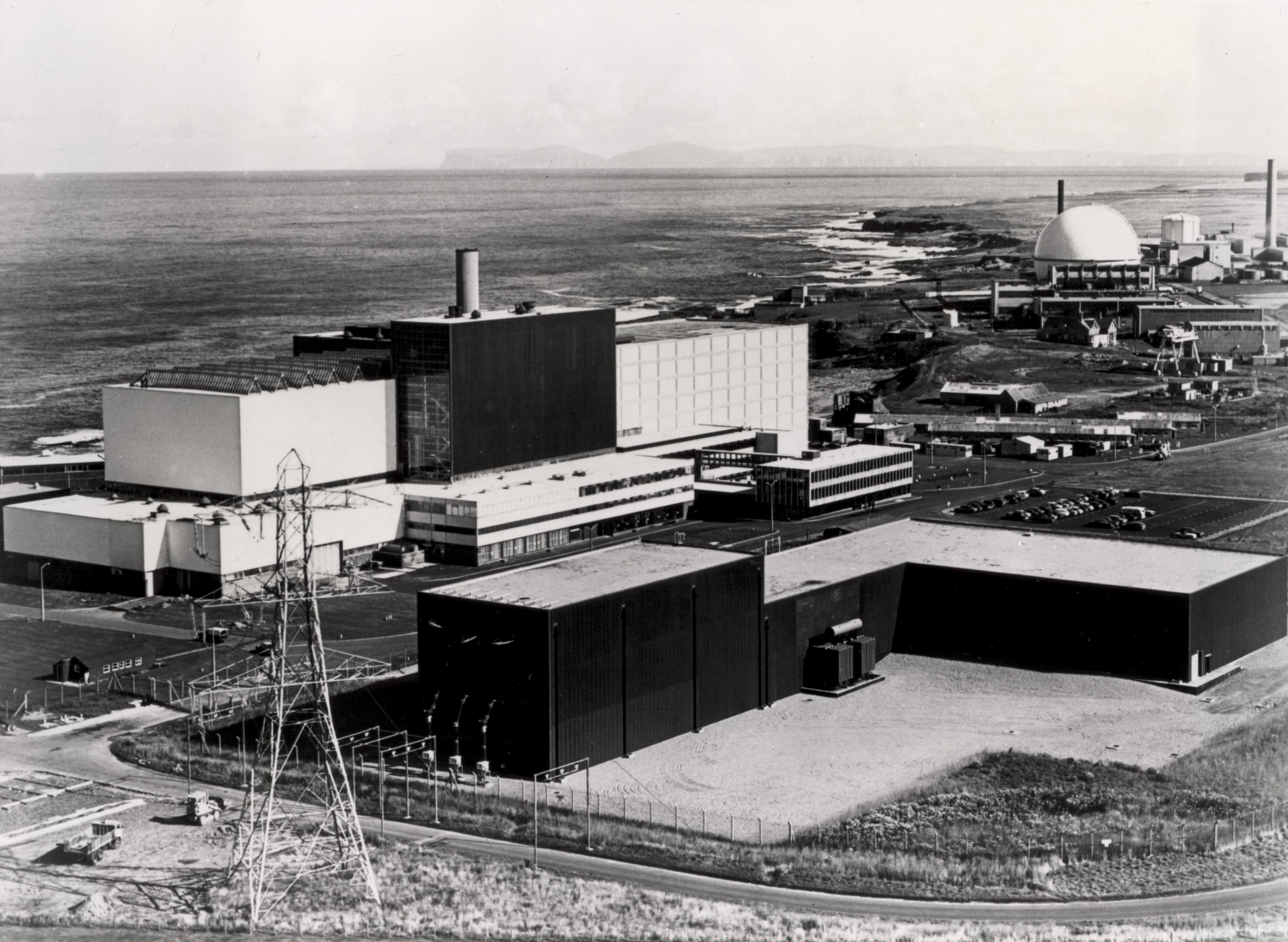
Das Gebäude mit dem kurzen Schornstein ist der Prototype Fast Reactor (PFR) (Aufnahme von circa 1979)

Die Sicherheit wird von der Civil Nuclear Constabulary, einer Polizeieinheit für Nuklearanlagen in Großbritannien, gewährleistet.

## Anlagen

### Forschungsreaktor
Am Standort gab es den Dounreay Material Test Reaktor (DMTR), einen Forschungsreaktor, der 1958 kritisch wurde.

### Schnelle Reaktoren
Es existieren zwei Blöcke: Der Dounreay Fast Reactor (DFR) und der Prototype Fast Reactor (PFR). Der Reaktor DFR wurde am 14. November 1959 kritisch, der Reaktor PFR am 1. März 1974. Ihre Stilllegung erfolgte 1977 bzw. 1994.

### Militärische Nutzung und Anlagen
Das britische Verteidigungsministerium betrieb hier 40 Jahre lang eine Einrichtung mit der Bezeichnung Vulcan NRTE (Vulcan Naval Reactor Test Establishment, umgangssprachlich Vulcan), in der Nuklearantriebe für die Atom-U-Boote der Royal Navy entwickelt wurden. Die Einrichtung ist auch unter dem Namen Admiralty Reactor Test Establishment (ARTE) bekannt.

### Weitere Anlagen am Standort Dounreay
Außer den drei vor allem aus wirtschaftlichen Gründen (gestrichene Subventionen) stillgelegten Reaktoren (DFR, PFR und MTR) und zahlreichen Einrichtungen zur Abfallbehandlung befinden sich auf dem Gelände auch zwei stillgelegte Wiederaufarbeitungsanlagen:
Die erste Anlage ist die MTR Fuel Reprocessing Plant D1204 zur Rückgewinnung von hoch angereichertem Uran aus abgebrannten Brennelementen in- und ausländischer Materialtestreaktoren (MTR). Unter anderem wurden Brennstoffe aus den MTR-Reaktoren in Dounreay und Harwell wiederaufgearbeitet. Die Anlage war seit 1958 in Betrieb.
Eine zweite Anlage diente zur Wiederaufarbeitung des hoch angereicherten Brennstoffs aus dem Brutreaktor DFR. Die Anlage wurde von 1975 bis 1979 zur Anlage D1206 umgebaut, in der abgebrannter Mischoxid-Brennstoff aus dem Brutreaktor PFR aufgearbeitet wurde.
Ende der 1990er Jahre wurden in Dounreay rund 88 t Natrium des KNK II (Karlsruhe) entsorgt.

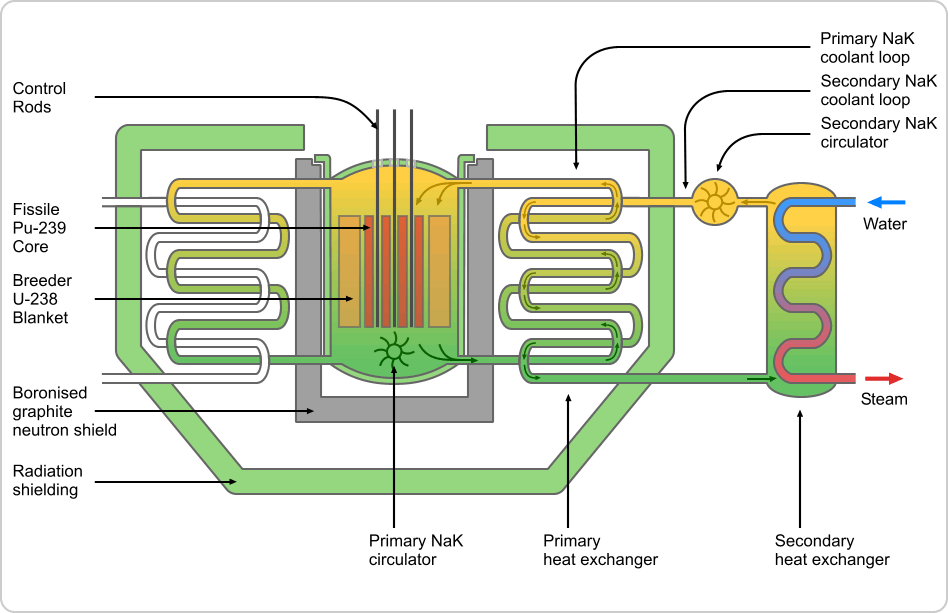
Schema des DFR
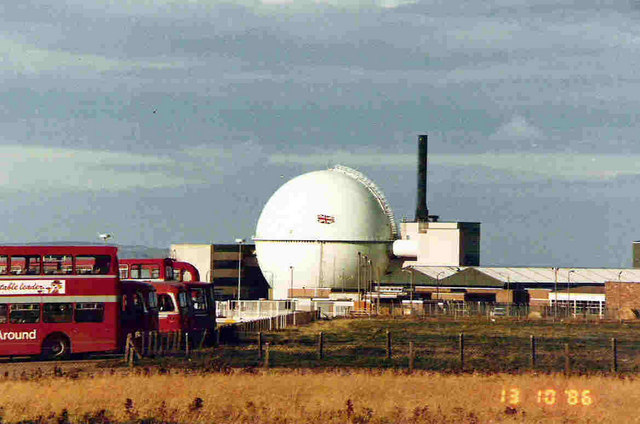
Der DFR im Oktober 1986

## Störfälle
Am 10. Mai 1977 wurde ein flüssiges Gemisch aus zwei Kilogramm Natrium und Kalium (NaK) in einen 65 Meter tiefen Schacht hinab gelassen. In dem Schacht lagerten unter anderem abgebrannte Brennelemente aus den 1960er Jahren. Diese unterirdische Deponie war zur Abschirmung der radioaktiven Strahlung mit Meerwasser überflutet. Aus der Chemie ist bekannt, dass reines Natrium und Kalium in flüssiger Form sehr stark mit Wasser reagieren. Es kam zu einer Explosion, durch die radioaktives Material in den Untergrund gelangte und offenbar weithin verbreitet wurde. Die etwa sieben Tonnen schwere Betonabdeckung des Schachts wurde dabei etwa vier Meter weit weg geschleudert, eine Stahlabdeckung mit einem Durchmesser von anderthalb Metern flog etwa zwölf Meter weit. Teile aus dem Schacht flogen bis an den etwa 40 Meter entfernten Strand – andere Teile wurden bis zu 75 Meter entfernt gefunden. Im Küstenvorland wurden seit 1983 jährlich mehr als zehn radioaktive millimetergroße Partikel gefunden, eines davon an einem viel besuchten Strand. Bekannt wurde der Vorfall erst durch einen Bericht einer Kommission des zuständigen Gesundheitsministeriums im Jahr 1995. Das Küstenvorland von Dounreay wurde daraufhin abgesperrt.
Nach der Entdeckung eines kleinen Lecks im Kühlkreislauf bei der Dekommissionierung wurde der Betrieb von D1206 im Oktober 1996 zunächst vorläufig eingestellt. Im Juli 2001 entschied die britische Regierung, den Wiederaufarbeitungsbetrieb definitiv nicht wieder aufzunehmen.

## Aktuelle Aktivitäten, Dekommissionierung und Rückbau
Die Planungen für den Rückbau der Anlagen wurde im Jahr 2000 begonnen, dazu wurde die Dounreay Site Restoration Ltd (DSRL) am Standort von der Nuclear Decommissioning Authority (NDA) beauftragt.
In Dounreay ist ein Endlager für radioaktive Abfälle vorgesehen, um die Abfälle aufzunehmen, die beim Rückbau der kerntechnischen Anlagen anfallen.
Inzwischen wurde die Verarbeitung von Kernbrennstoffen eingestellt und mit den Rückbauarbeiten begonnen. Am 1. April 2005 ging das Gelände in das Eigentum der Nuclear Decommissioning Authority (NDA) über. Seit 1. April 2008 werden die meisten Anlagen auch von dieser betrieben.
Wegen des Vorkommens radioaktiver Verbindungen aus Uran und Plutonium auf dem gesamten Gelände wird die Anlage als Sicherheitsrisiko angesehen und streng bewacht. 
Stand 2019 wurde rund die Hälfte der Brennelemente entfernt.
Die Anlage oder Teile der Anlage Vulcan sind seit 2022 im Gespräch über einen möglichen Rückbau.
Am 1. April 2023 ging Dounreay (bzw. DSRL) in die Magnox Ltd., einem Teil der NDA, über.
 

Der Abschluss des Rückbauarbeiten (Stand 2013) ist für 2025 oder später geplant. Das Gesamtprogramm war im Jahr 2000 für 60 Jahre geplant. Danach ist eine Pflege- und Wartungsphase geplant, die weitere 300 Jahre andauern soll.

## Daten der Reaktorblöcke
Das Kernkraftwerk Dounreay hatte drei Reaktoren, davon waren zwei kommerzielle Leistungsreaktoren:
| Reaktorblock | Reaktortyp                            | Netto- leistung | Brutto- leistung | Baubeginn  | Netzsyn- chronisation | Kommer- zieller Betrieb | Abschal- tung |
| ------------ | ------------------------------------- | --------------- | ---------------- | ---------- | --------------------- | ----------------------- | ------------- |
| Dounreay DFR | Schneller Brutreaktor                 | 11 MW           | 15 MW            | 01.03.1955 | 01.10.1962            | 01.10.1962              | 01.03.1977    |
| Dounreay MTR | Forschungsreaktor/Materialtestreaktor | n. r.           | n. r.            | Ende 1950  | n. r.                 | 1958 (Kritikalität)     | 1969          |
| Dounreay PFR | Schneller Brutreaktor                 | 234 MW          | 250 MW           | 01.01.1966 | 10.01.1975            | 01.07.1976              | 31.03.1994    |

### Berichte und Andere
- UKAEA: Memorandum Dounreay - UKAEA History. United Kingdom Atomic Energy Authority, Dounreay 2005 (englisch, caithness.org).
- Andy Munn: Dounreay - UKAEA History - The First Fifty Years. Abgerufen am 29. Juni 2023 (englisch).

### Fachartikel
- R.D. Smith: A review of the United Kingdom fast reactor program - March 1983. International Atomic Energy Agency (IAEA) 1983 (englisch, iaea.org).
- David Dickson, Alison Abbott: Britain prepares to leave European fast-breeder reactor programme. In: Nature. Band 360, Nr. 6400, November 1992, S. 93–93, doi:10.1038/360093a0 (englisch).

### Fachbücher
- A. M. Judd: Fast Breeder Reactors: An Engineering Introduction. Pergamon Press, 1981 (englisch, archive.org).
- Robin Taylor: Reprocessing and Recycling of Spent Nuclear Fuel (= A volume in Woodhead Publishing Series in Energy). Elsevier, 2015, ISBN 978-1-78242-212-9, doi:10.1016/C2013-0-16483-5.

### Sachbücher
- William A. Paterson: 50 Years of Dounreay. North of Scotland Newspapers, Wick, Caithness, Scotland 2008 (englisch, archive.org [abgerufen am 25. Juni 2023]).

### Artikel, Reporte etc.
- DSRL: Dounreay 2021. (englisch, gov.uk [PDF]). Broschüre mit umfangreichen Details und Fotomaterial.

### Videos
- DounreayTV: The Dounreay Project (1959) auf YouTube, abgerufen am 25. Juni 2023 (englisch; Der offizielle Kanal DounreayTV hat viele weitere Aufnahmen zu aktuellen Aktivitäten.).
- FootageDirect: Dounreay Fast Nuclear Reactor auf YouTube, abgerufen am 8. Juli 2023 (englisch).
- DounreayTV: Building PFR auf YouTube, abgerufen am 8. Juli 2023 (englisch).
- Fast Reactors - The Dounreay Connection (Part 1) auf YouTube, abgerufen am 14. Juli 2023 (englisch).
- Fast Reactors - The Dounreay Connection (Part 2) auf YouTube, abgerufen am 14. Juli 2023 (englisch).

### Webseiten
- Dounreay. Gov.uk, abgerufen am 26. September 2023 (englisch).
- Dounreay 2023. In: GOV.UK. 3. April 2023, abgerufen am 19. Juni 2023 (englisch). Der Artikel enthält eine komplette Übersicht über die Anlage von 1954–2023 und allen Änderungen.
- Dounreay Site Restoration Limited, Betreiber (englisch; Vorgängeradresse war http://www.dounreay.com/ (Memento vom 24. Februar 2017 im Internet Archive))
- Nuclear Decommissioning Authority, Besitzer (englisch; Vorgängeradresse war http://www.nda.gov.uk/sites/dounreay/ (Memento vom 20. September 2013 im Internet Archive))